# Venezillo moneaguensis
Venezillo moneaguensis is een pissebed uit de familie Armadillidae. De wetenschappelijke naam van de soort is voor het eerst geldig gepubliceerd in 1936 door Willard Gibbs Van Name.